# Котланкин
Котланкин — покинутый населённый пункт в Наурском районе Чеченской Республики.

## География
Был расположен на северо-востоке от районного центра станицы Наурской. Ближайший населённый пункт — хутор Семиколодцев — находится в 3,5 км к югу.

## История
Село было заброшено жителями, по всей видимости, ещё в середине 1980-х годов. По состоянию на 1985 год Котланкин изображался на картах как жилое поселение, однако уже на картах 1987 года стал нежилым поселением. На карте 1995 года отмечено лишь урочище Котланкино.